# Sokratis Dioudis
Sokrátis Dioúdis (ur. 3 lutego 1993 w Salonikach) – grecki piłkarz, występujący na pozycji bramkarza, dwukrotny reprezentant Grecji. 

## Kariera klubowa

### Pierwsze kroki w Arisie Saloniki (2011–2014)
1 lipca 2011 trafił do pierwszego zespołu. Debiut w nim zaliczył 2 września 2012 roku w meczu przeciwko OFI Kreta, zremisowanym 0:0, grając cały mecz. W tym okresie gry w Salonikach rozegrał 44 spotkania.

### FC Brugge (2014–2016)
22 lipca 2014 roku trafił do FC Brugge. W barwach tego klubu nie rozegrał żadnego ligowego meczu.

#### Wypożyczenie do Panioniosu Ateny (2015–2016)
1 lipca 2015 roku został wypożyczony do Panionios GSS. W tym klubie zadebiutował 28 listopada w spotkaniu przeciwko PAS Giannina, wygranym 2:0, grając cały mecz. Łącznie na wypożyczeniu zagrał 21 meczów. 

### Powrót do Arisu (2016–2017)
26 lipca 2016 roku wrócił do Arisu. Ponowny debiut zaliczył tam 1 listopada w meczu przeciwko Anagennisi Karditsas, zremisowanym 1:1, grając całe spotkanie. Łącznie w tym okresie gry w tym klubie zaliczył 31 występów.

### Panathinaikos AO (2017–)
8 sierpnia 2017 roku został zawodnikiem Panathinaikos AO. Debiut w tym klubie zaliczył 25 listopada w meczu przeciwko Atromitosowi, zremisowanym 1:1. Łącznie do 27 stycznia 2022 zagrał 108 meczów.

## Kariera reprezentacyjna

### Reprezentacje młodzieżowe
Dioudis zagrał 8 meczów w kadrze Grecji U-19. W 2013 roku zaliczył 3 występy w reprezentacji U-20. W kadrze do lat 21 zagrał 12 meczów.

### Reprezentacja seniorska
W seniorskiej reprezentacji zadebiutował 7 października 2020 w towarzyskim spotkaniu przeciwko Austrii, przegranym 2:1, grając cały mecz.

## Statystyki

### Klubowe
Na podstawie:
| Klub             | Sezonów | Liga               | Liga  | Liga   | Puchar krajowy | Puchar krajowy | Kontynentalne | Kontynentalne | Suma  | Suma   |
| Klub             | Sezonów | Liga               | Mecze | Bramki | Mecze          | Bramki         | Mecze         | Bramki        | Mecze | Bramki |
| ---------------- | ------- | ------------------ | ----- | ------ | -------------- | -------------- | ------------- | ------------- | ----- | ------ |
| Aris Saloniki    | 3       | Superleague Ellada | 44    | 0      | 2              | 0              | –             | –             | 46    | 0      |
| Club Brugge      | 1       | Eerste klasse A    | 0     | 0      | 0              | 0              | 0             | 0             | 0     | 0      |
| Panionios GSS    | 1       | Superleague Ellada | 21    | 0      | 3              | 0              | –             | –             | 24    | 0      |
| Aris Saloniki    | 1       | Superleague Ellada | 31    | 0      | 3              | 0              | –             | –             | 34    | 0      |
| Panathinaikos AO | 5       | Superleague Ellada | 108   | 0      | 17             | 0              | –             | –             | 125   | 0      |
| Zagłębie Lubin   | 2       | Ekstraklasa        | 23    | 0      | 1              | 0              | –             | –             | 24    | 0      |
|                  | Łącznie | Łącznie            | 227   | 0      | 26             | 0              | 0             | 0             | 253   | 0      |

### Reprezentacyjne
Na podstawie:
| Występy i gole w reprezentacji | Występy i gole w reprezentacji | Występy i gole w reprezentacji | Występy i gole w reprezentacji | Występy i gole w reprezentacji | Występy i gole w reprezentacji | Występy i gole w reprezentacji | Występy i gole w reprezentacji | Występy i gole w reprezentacji |
| Lp.                            | Data                           | Miasto                         | Przeciwnik                     | Wynik                          | Czas                           | Gole                           | Inne                           | Rozgrywki                      |
| ------------------------------ | ------------------------------ | ------------------------------ | ------------------------------ | ------------------------------ | ------------------------------ | ------------------------------ | ------------------------------ | ------------------------------ |
| 1.                             | 07.10.2020                     | Klagenfurt am Wörthersee       | Austria                        | 1:2 (0:0)                      | 1'–90'                         |                                |                                | mecz towarzyski                |
| 2.                             | 28.03.2021                     | Saloniki                       | Honduras                       | 2:1 (1:1)                      | 1'–90'                         |                                |                                | mecz towarzyski                |

## Sukcesy
Grecja U-19
- wicemistrzostwo Europy: 2012

Club Brugge
- Puchar Belgii: 2015

Panathinaikos AO
- Puchar Grecji: 2021/22